# Koddiyar Bay
Koddiyar Bay är en vik i Sri Lanka.   Den ligger i provinsen Östprovinsen, i den nordöstra delen av landet, 230 km nordost om huvudstaden Colombo.